# Chris Harman
Chris Harman (8 de novembro de 1942 – 7 de novembro de 2009) foi um jornalista, ativista político e teórico marxista britânico. Participou do Socialist Review Group - predecessora da Internacional Socialista (IS), e do Socialist Workers Party (SWP) - na época em que era aluno em Watford. Depois de estudar na Universidade de Leeds, entre 1962-5, ele passou para o doutorado na London School of Economics (LSE). Tendo sido um dos principais ativistas na luta política na LSE, em 1960 abandonou sua carreira acadêmica. Dedicou o resto de sua vida ao trabalho em tempo integral para a IS e o SWP, inicialmente como editor da International Socialism e como jornalista na Socialist Worker. Tornou-se Editor da Socialist Worker em 1975-7 e depois novamente entre 1982 e 2004. Finalmente, ele voltou a editar a International Socialism até sua morte. Foi um dos mais importantes teóricos da Tendencia Socialista Internacional (TSI).